# Då med det helga Fader vår
Då med det helga Fader vår är en psalmtext om Herrens bön av Betty Ehrenborg-Posse. Den består av fyra verser långt svar på frågan Är det säkert att jag får vad jag ber?.

## Publicerad i
- Sionstoner 1935 som nr 36 under rubriken "Inledning och bön".